# Tramatza
Tramatza (en sard, Tramatza) és un municipi italià, dins de la província d'Oristany. L'any 2007 tenia 998 habitants. Es troba a la regió de Campidano di Oristano. Limita amb els municipis de Bauladu, Milis, San Vero Milis, Siamaggiore, Solarussa i Zeddiani.

## Administració
| Període | Identitat                   | Partit        |
| ------- | --------------------------- | ------------- |
| 2005-   | Stefano Antonio Emilio Pala | Llista cívica |